# Bogdánháza

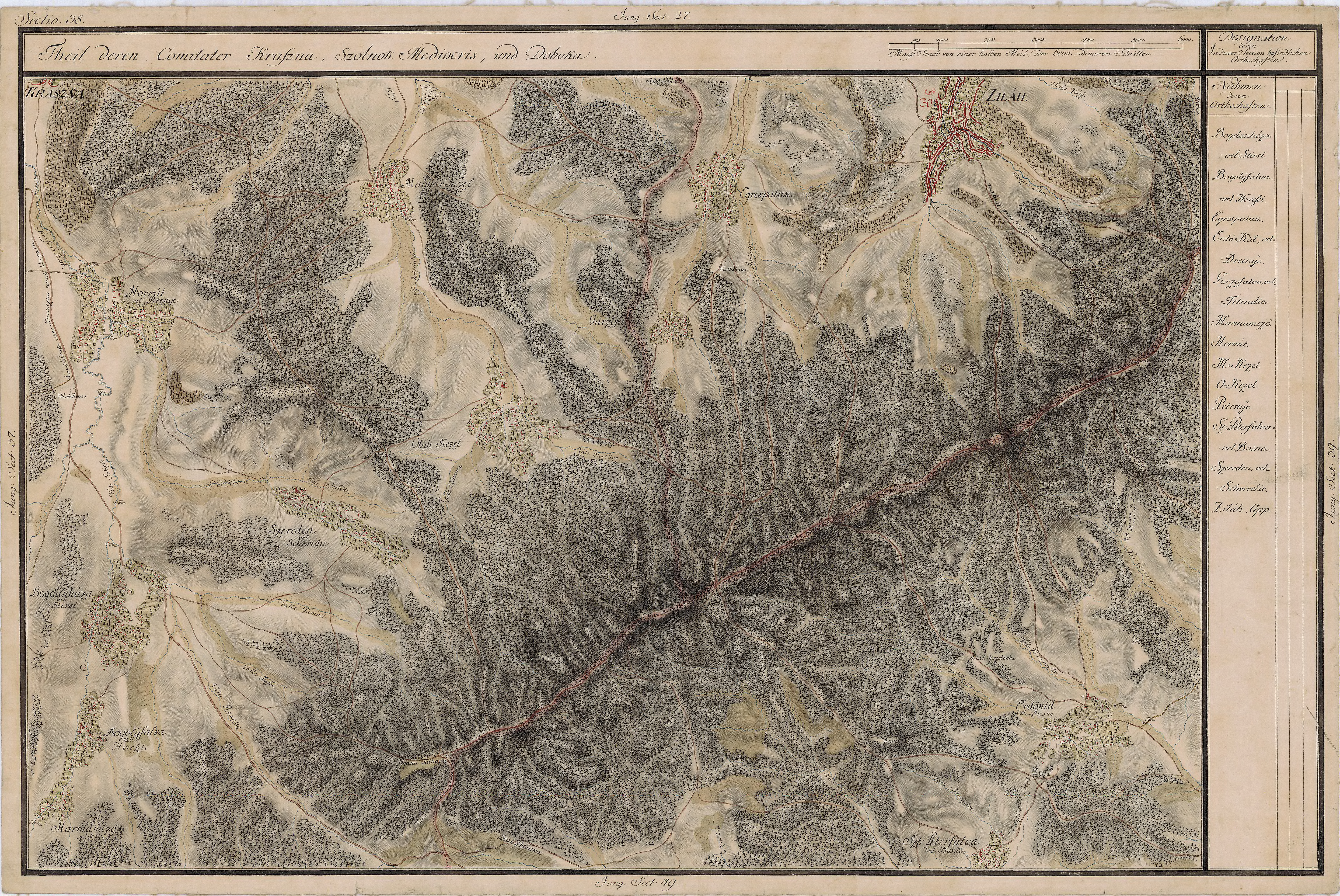
Bogdánháza környéke 1769-1773 között

Bogdánháza település Romániában, Szilágy megyében.

## Fekvése
Krasznától délkeletre, Sereden, Krasznahorvát, Palicka, Bagolyfalu közt fekvő település.

## Története
Bogdánháza nevét az oklevelek 1341-ben említették először Bogdaynháza néven. A település ekkor Valkó várához tartozott.
1481-ben Magyar Bogdánháza, Bogdaháza, 1491-ben Bodanhaza, 1553-ban Boodánfalva néven írták nevét.
1341-ben Dancs mester volt a település birtokosa.
1481-ben  Losonczi Bánffy András bácsi prépost birtoka volt, aki Losonczi Bánffy Mihálynak zálogosította el.
1508-ban Szaniszlófi Báthory István kapta Bánffy János nádortól.
1550-ben I. Ferdinánd király Szénás család tagjait iktatta be a birtokba.
1564-ben Ipp tartozéka volt a Kraszna vármegyei Bogdánfalva, és II. János király Losonczi Bánffy Farkasnak adta.
1648-tól Rákóczi birtok, II. Rákóczi György és neje Báthory Zsófia birtoka volt. 
1715-ben a község a fennmaradt adatok szerint lakatlan volt.
1808-ban a Bánffy családé, Bánffy György és Bánffy Ádám birtoka volt.
A falu lakossága mészégetéssel foglalkozott.
1847-ben 961 lakosa volt, valamennyi görögkatolikus. 1890-ben 1245 lakosa volt. A házak száma ekkor 256 volt.
Bogdánháza a trianoni békeszerződés előtt Szilágy vármegye Krasznai járásához tartozott.

## Nevezetességek
- Görögkatolikus kőtemploma - a 18. század vége felé épült. Anyakönyvet 1824-től vezetnek.